# Juga
Juga (finska: Juuka) är en kommun i landskapet Norra Karelen i Finland. Juga har 4 444 invånare och har en yta på 1 846,56 km². Kommunen gränsar till följande kommuner: Kuopio, Kaavi, Kontiolax, Lieksa, Nurmes, Polvijärvi och Rautavaara.
Juga är enspråkigt finskt.

## Byar
Ahmovaara, Halivaara (Hali), Juuka, Kannas, Kajoo, Kuhnusta, Larinsaari, Matara, Nunnanlahti, Paalasmaa, Petrovaara, Pihlajavaara, Polvela, Raholanvaara (Rahola), Timovaara, Tuopanjoki, Vaikko, Vihtasuo, Vuokko.

## Politik

### Mandatfördelning i Juga kommun, valen 1976–2021
| 4 | 10 |  | 13 | 3 |  | 3 |

| 3 | 7 |  | 12 |  |  | 2 |

| 2 | 8 | 2 | 11 |  | 3 |

|  | 9 |  | 13 |  | 2 |

|  | 11 |  | 11 |  | 2 |

|  | 11 | 13 |  |  |

| 7 | 4 | 14 |  |  |

|  | 8 | 3 | 12 |  | 2 |

| 15 | 12 |

|  | 9 | 15 | 2 |

| 18 | 9 |

| 8 | 6 | 10 |  | 2 |

| 22 | 5 |

| 7 | 1 | 2 | 11 | 1 | 1 |

| 14 | 9 |

| 7 | 1 | 4 | 9 | 1 | 1 |

| 16 | 7 |

## Demografi

### Befolkningsutveckling
| Befolkningsutvecklingen i Juga kommun 1975–2020                                                              | Befolkningsutvecklingen i Juga kommun 1975–2020 | Befolkningsutvecklingen i Juga kommun 1975–2020 | Befolkningsutvecklingen i Juga kommun 1975–2020 | Befolkningsutvecklingen i Juga kommun 1975–2020 |
| --- | ----------------------------------------------- | ----------------------------------------------- | ----------------------------------------------- | ----------------------------------------------- |
| |                                                 |                                                 |                                                 |                                                 |
| År |                                                 |                                                 | Folkmängd                                       |                                                 |
| 1975 | 1975                                            |                                                 | 8 433                                           |                                                 |
| 1980 | 1980                                            |                                                 | 7 875                                           |                                                 |
| 1985 | 1985                                            |                                                 | 7 617                                           |                                                 |
| 1990 | 1990                                            |                                                 | 7 317                                           |                                                 |
| 1995 | 1995                                            |                                                 | 7 065                                           |                                                 |
| 2000 | 2000                                            |                                                 | 6 583                                           |                                                 |
| 2005 | 2005                                            |                                                 | 6 034                                           |                                                 |
| 2010 | 2010                                            |                                                 | 5 589                                           |                                                 |
| 2015 | 2015                                            |                                                 | 5 034                                           |                                                 |
| 2020 | 2020                                            |                                                 | 4 527                                           |                                                 |
| Anm: Uppgifterna avser förhållandena den 31 december nämnda år enligt områdesindelningen den 1 januari 2022. |                                                 |                                                 |                                                 |                                                 |

### Språk
Befolkningen efter språk (modersmål) den 31 december 2022. Finska, svenska och samiska räknas som inhemska språk då de har officiell status i landet. Resten av språken räknas som främmande. För språk med färre än 10 talare är siffran dold av Statistikcentralen på grund av sekretesskäl.
| Språk                        | Talare 2022-12-31 | Talare 2022-12-31 |
| Språk                        | Antal             | Andel (%)         |
| ---------------------------- | ----------------- | ----------------- |
| Hela befolkningen            | 4 352             | 100,0             |
| Inhemska språk totalt        | 4 242             | 97,5              |
| Finska                       | 4 240             | 97,4              |
| Svenska                      | 2                 | 0,0               |
| Främmande språk totalt       | 110               | 2,5               |
| Ryska                        | 49                | 1,1               |
| Estniska                     | 16                | 0,4               |
| Språk med färre än 10 talare | 45                | 1,0               |

|  | Finska (97,4 %) |

|  | Svenska (0,0 %) |

|  | Främmande språk (2,6 %) |

|  | Finska (97,4 %) |

|  | Svenska (0,0 %) |

|  | Främmande språk (2,6 %) |